# Bellegem
Bellegem é uma vila e deelgemeente belga do município de Courtrai, província de Flandres Ocidental. Em 2006 tinha 3.709 habitantes e uma superfície de 13,98 km².

Bellegem no município de Courtrai e na Bélgica.